# Ливидзани Муладзани, Джузеппе
Джузеппе Ливидзани Муладзани (итал. Giuseppe Livizzani Mulazzani; 20 марта 1685, Модена, Моденское герцогство — 21 марта 1754, Рим, Папская область) — итальянский куриальный кардинал. Дядя кардинала Карло Ливидзани. Секретарь Священной Консисторской Конгрегации и Священной Коллегии кардиналов с 17 марта 1735 по 1 января 1744. Секретарь мемориальных дат с 1 августа 1740 по 26 ноября 1753. Про-секретарь мемориальных дат с 26 ноября 1753 по 20 марта 1754. Кардинал-дьякон с 26 ноября 1753, с титулярной диаконией Санти-Вито-Модесто-э-Крешенция с 10 декабря 1753 по 21 марта 1754.